# Amida de sodi
L'amida de sodi, amb el nom comú (en anglès) de sodamide, és el compost inorgànic amb la fórmula NaNH₂. Aquest sòlid, que és perillosament reactiu cap a l'aigua, és blanc, però les mostres comercials solen ser grises a causa de la presència de petites quantitats de ferro metàl·lic des del procés de fabricació. Aquestes impureses no solen afectar la utilitat del reactiu. El NaNH ₂ porta electricitat a l'estat fusionat, la seva conductància és similar a la de NaOH en un estat similar. NaNH  2 ha estat àmpliament utilitzat com una base sòlida en síntesi orgànica.
L'amida de sodi s'utilitza principalment com una base forta en química orgànica, sovint en solució d'amoníac líquid. És el reactiu triat per a l'assecatge de amoníac (líquid o gasós). Un dels avantatges principals de l'ús de la sodamida és que funciona principalment com a nucleófil. En la producció industrial d'índigo, l'amida de sodi és un component de la mescla altament bàsica que indueix la ciclació de N-fenilglicina. La reacció produeix amoníac, que es recicla típicament.